# Степове (Нікопольський район)
Степове (до 2016 року — Орджонікі́дзе) — село в Україні, в Нікопольському районі Дніпропетровської області. Входить до складу Покровської сільської громади. Населення — 65 мешканців.

## Географія
Село Степове розташоване на відстані 1 км від села Новософіївка і за 2 км від села Хмельницьке.

## Історія
2016 рік — Верховна Рада прийняла постанову Про перейменування деяких населених пунктів, внаслідок чого село Орджонікідзе Нікопольського району було перейменоване на село Степове.
До 2020 року орган місцевого самоврядування — Новософіївська сільська рада. 